# Aboisso
Aboisso è una città, sottoprefettura e comune della Costa d'Avorio situata nella regione di Sud-Comoé della quale è capoluogo.